# FN-stadgan

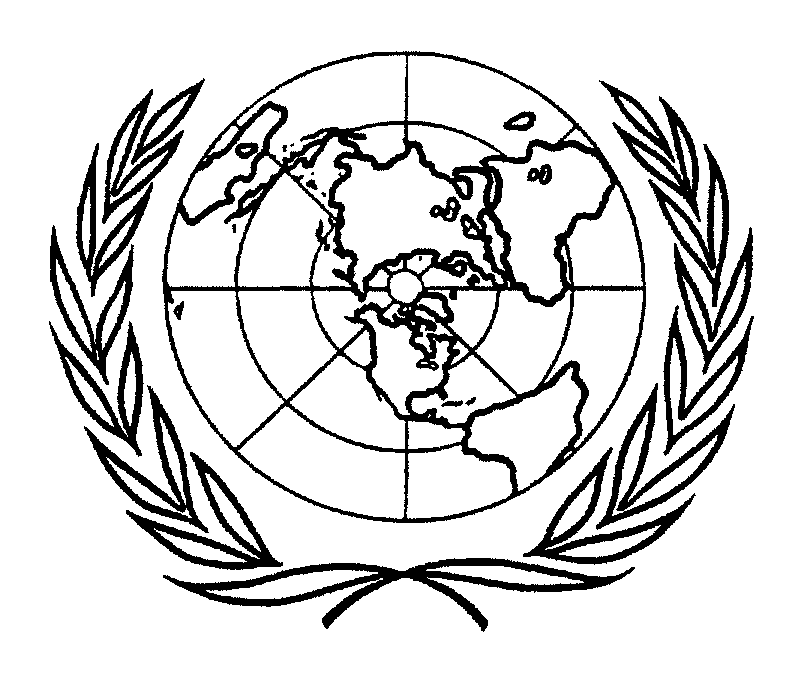
Symbol på frontespisen av FN-stadgan 1945 som stod som förebild för FN-flaggan 1946.

FN-stadgan, Förenta nationernas stadga, är den stadga som reglerar FN:s uppgifter, befogenheter, arbetsordning och organisation. Den tillkom 26 juni 1945 i San Francisco då FN bildades, och trädde i kraft 24 oktober samma år.
Till stadgan hör även Stadgan för Internationella domstolen.

## Innehåll

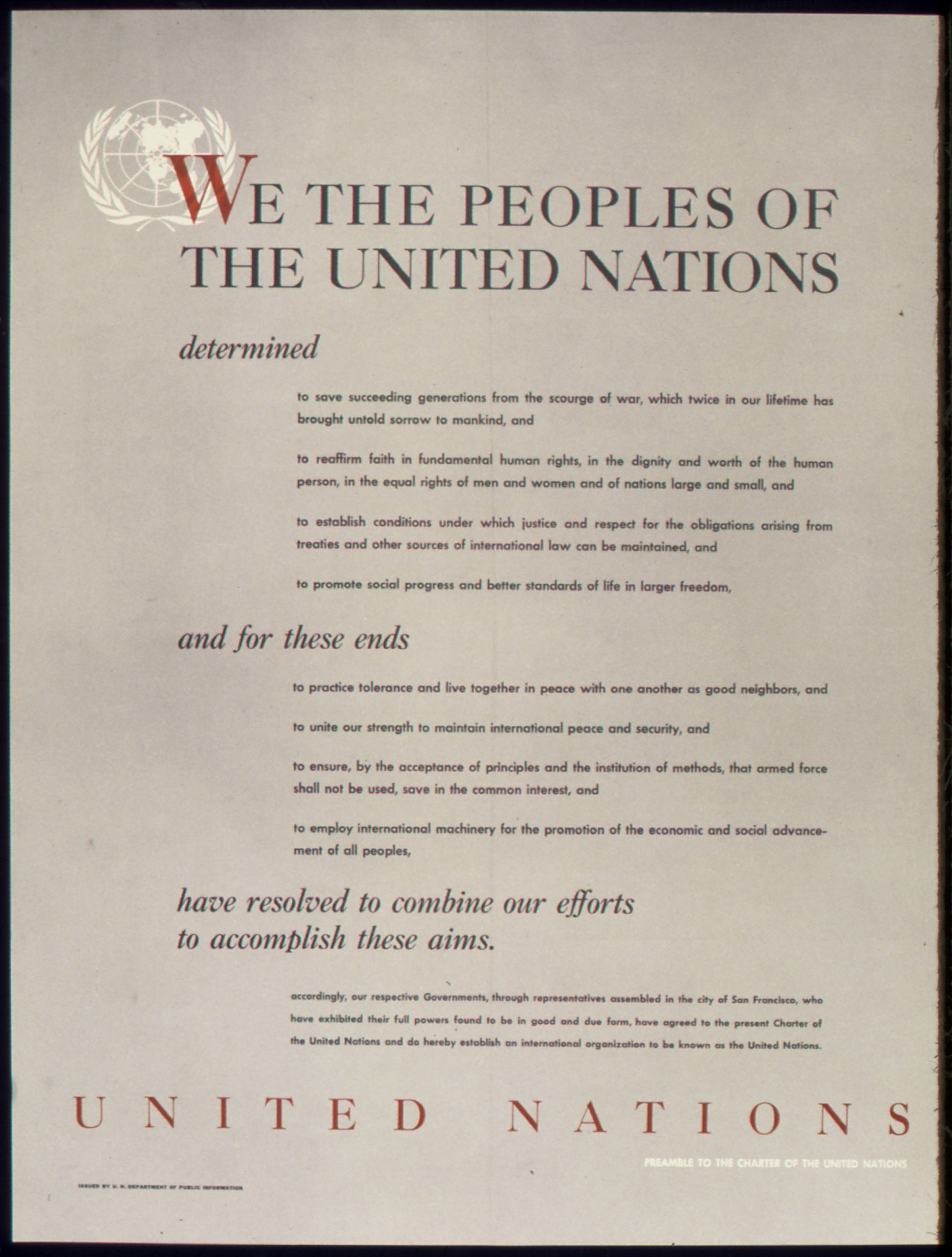
FN-stadgans preambel på engelska.

I stadgan finns FN:s ändamål, grundsatser och syften, huvudorganens regler och uppgifter, och olika bestämmelser som medlemsländerna förbinder sig till. FN:s stadga inleds med: "Vi de förenade nationernas folk, beslutna att rädda kommande släktled undan krigets gissel"...

### Kapitel
FN-stadgans kapitel, med kort beskrivning:
- Kapitel I. Ändamål och grundsatser
- Redogör för FN:s ändamål, som är att genom fredliga metoder upprätthålla internationell fred, se till att de mänskliga rättigheterna följs och att skapa band mellan länder för att lättare kunna lösa konflikter.
- I kapitlets artikel 2 (4) stadgas vad som kanske har kommit att bli folkrättens viktigaste regel: Krig- och våldsförbudet.
- Kapitel II. Medlemskap
- Redogör för kraven för att bli medlem, samt de regler som måste följas.
- Kapitel III. Organ
- Kort sammanfattning av de olika organen, säkerhetsrådet, etc.
- Kapitel IV. Generalförsamlingen
- Beskriver generalförsamlingen och dess uppgifter och plikter.
- Kapitel V. Säkerhetsrådet
- Innehåller en lista på medlemmar, generalförsamlingens uppgifter och befogenheter, etc.
- Kapitel VI. Fredlig lösning av tvister
- Redogör för olika medel att fredligt lösa tvister.
- Kapitel VII. Inskridande i händelse av hot mot freden, fredsbrott och angreppshandlingar.
- Kapitlets titel beskriver väl vad det handlar om.
- Under kapitel VII kan FN:s säkerhetsråd besluta om ekonomiska eller, i vissa fall, militära sanktioner mot stater vars handlingar medför hot mot den internationella freden, brott mot den internationella freden eller "acts of aggression". Kapitel VII får därmed anses vara FN:s kraftfullaste medel i strävan efter internationell fred och säkerhet.
- Kapitel VIII. Regionala avtal
- Skapar möjligheter för regionala arrangemang för att upprätthålla fred.
- Kapitel IX. Internationellt ekonomiskt och socialt samarbete
- Redogör för syfte och metoder för ett sådant samarbete för ekonomiska och sociala rättigheter och full sysselsättning.
- Kapitel X. Ekonomiska och sociala rådet
- Beskriver ekonomiska och sociala rådet, vars uppgift är att se över föregående punkt.
- Kapitel XI. Förklaring angående icke självstyrande territorier
- Redogör för regler om kontroll av icke självstyrande territorier.
- Kapitel XII. Internationellt förvaltarskapssystem
- Beskriver förvaltarskapssystem och dess syfte.
- Kapitel XIII. Förvaltarskapsrådet
- Kapitlet beskriver förvaltarskapsrådets uppgifter och befogenheter.
- Kapitel XIV. Internationella domstolen
- Beskriver den internationella domstolens stadga.
- Kapitel XV. Sekretariatet
- Beskriver generalsekreterarens roll liksom för dennes sekretariat.
- Kapitel XVI. Särskilda bestämmelser
- Kapitel XVII. Övergångsbestämmelser rörande säkerheten
- Kapitel XVIII. Ändringar
- Kapitel XIX. Ratifikation och undertecknande